# Nora Marlowe
Nora Marlowe (* 5. September 1915 in Worcester, Massachusetts, USA; † 31. Dezember 1977 in Los Angeles, Kalifornien, USA) war eine US-amerikanische Schauspielerin.

## Leben und Werk
Nora Marlowe wurde 1915 in Worcester geboren. Am dortigen Holy Name College schloss sie auch ihre Schulzeit ab. Nach Auftritten in der Radioserie Columbia Workshop in den 1940er Jahren hatte sie ihren ersten nachgewiesenen Fernsehauftritt 1953 in einer Folge der Serie Your Jeweler’s Showcase. Sie wirkte in Filmen wie Und morgen werd’ ich weinen, Die große Liebe meines Lebens, Der unsichtbare Dritte, Thomas Crown ist nicht zu fassen, … Jahr 2022 … die überleben wollen und Westworld mit, wenn auch in kleinen Rollen. Außerdem war sie laut Variety in jedem Film, der zwischen 1958 und 1966 von Harry Keller produziert wurde, zu sehen. Trotzdem blieben Auftritte in Fernsehserien ihr Schwerpunkt. Dort hatte sie, teilweise auch mehrfach, Gastrollen in Serien wie Rauchende Colts, 77 Sunset Strip, The Outer Limits, Perry Mason, Auf der Flucht, Verliebt in eine Hexe, Kojak – Einsatz in Manhattan, Die Straßen von San Francisco, Starsky & Hutch, Drei Engel für Charlie und Detektiv Rockford – Anruf genügt. Einen Namen machte sie sich, zumindest in den USA, in den Serien, in denen sie wiederkehrende Rollen hatte. Diese waren zunächst die der Martha Commager, Besitzerin des Gästehauses, in Law of the Plainsman, dann die der Haushälterin Sarah Andrews in The Governor & J.J. und vor allem die der Flossie Brimmer in Die Waltons.
Vom 18. Dezember 1943 bis zu ihrem Tod war Nora Marlowe mit dem Schauspieler James McCallion verheiratet, mit dem sie zwei Kinder hatte. Sie lebte seit 1953 in Los Angeles, wo sie 1977 nach langer Krankheit an einer Herz-Kreislauf-Erkrankung starb.
Nora Marlowe wurde unter anderem von Tina Eilers, Lilli Schoenborn, Agi Prandhoff, Tilly Lauenstein und Alice Franz, sowie in Die Waltons von Inge Wolffberg synchronisiert.

## Filmografie (Auswahl)

### Filme
- 1955: Und morgen werd’ ich weinen (I’ll Cry Tomorrow)
- 1957: Warum hab’ ich ja gesagt? (Designing Woman)
- 1957: Kein Platz für feine Damen (This Could Be the Night)
- 1957: Die große Liebe meines Lebens (An Affair to Remember)
- 1957: Der Rattenfänger von Hameln (The Pied Piper of Hamelin, Fernsehfilm)
- 1959: Die Kaninchenfalle (The Rabbit Trap)
- 1959: Der unsichtbare Dritte (North by Northwest)
- 1964: Mein Zimmer wird zum Harem (The Brass Bottle)
- 1964: Das Mädchen mit der Peitsche (Kitten with a Whip)
- 1965: Fremde Bettgesellen (Strange Bedfellows)
- 1965: Das Schlafzimmer ist nebenan (That Funny Feeling)
- 1966: Zwei tolle Kerle in Texas (Texas Across the River)
- 1967: Kidnapped (The Hostage)
- 1968: Thomas Crown ist nicht zu fassen (The Thomas Crown Affair)
- 1968: Als das Licht ausging (Where Were You When the Lights Went Out?)
- 1969: Gaily, Gaily
- 1973: … Jahr 2022 … die überleben wollen (Soylent Green)
- 1973: Westworld
- 1975: Was nützt dem toten Hund ein Beefsteak? (Mr. Ricco)

### Fernsehserien
Nora Marlowe wirkte relativ oft mehrfach in Fernsehserien mit, in denen sie in jeder Folge eine andere Figur spielte. Solche Fälle werden im Folgenden mit einem * gekennzeichnet.
- 1953: Your Jeweler’s Showcase (Folge 1x19)
- 1954–1962: General Electric Theater (6* Folgen)
- 1956, 1958: State Trooper (2* Folgen)
- 1956–1971: Rauchende Colts (Gunsmoke, 6* Folgen)
- 1957: Alfred Hitchcock präsentiert (Alfred Hitchcock Presents, Folge 2x27)
- 1957: Suspicion (Folge 1x03)
- 1958: The Thin Man (Folge 1x18)
- 1958: Vater ist der Beste (Father Knows Best, Folge 4x19)
- 1958, 1960: Abenteuer im wilden Westen (Dick Powell’s Zane Grey Theater, 2* Folgen)
- 1959: Wells Fargo (Tales of Wells Fargo, Folge 4x10)
- 1959–1960: Law of the Plainsman (7 Folgen)
- 1960: Kein Fall für FBI (The Detectives, Folge 1x13)
- 1960: Dezernat M (M Squad, Folge 3x39)
- 1961: Hawaiian Eye (Folge 2x27)
- 1961: Surfside 6 (Folge 1x28)
- 1961–1963: Dr. Kildare (3* Folgen)
- 1961, 1964: Twilight Zone (The Twilight Zone, 2* Folgen)
- 1961–1964: Wagon Train (7* Folgen)
- 1962: Alfred Hitchcock zeigt (The Alfred Hitchcock Hour, Folge 1x06)
- 1962–1963: 77 Sunset Strip (2* Folgen)
- 1963: The Outer Limits (Folge 1x05)
- 1963: Das große Abenteuer (The Great Adventure, Folge 1x05)
- 1964–1970: Petticoat Junction (3* Folgen)
- 1965: My Living Doll (3 Folgen)
- 1965: Perry Mason (Folge 9x02)
- 1965–1966: Mutter ist die Allerbeste (The Donna Reed Show, 2* Folgen)
- 1965–1972: FBI (The F.B.I., 3* Folgen)
- 1966: Meine drei Söhne (Three Sons, Folge 6x32)
- 1966: Auf der Flucht (The Fugitive, Folge 4x10)
- 1966–1967: Big Valley (The Big Valley, 2* Folgen)
- 1966–1968: Lieber Onkel Bill (Family Affair, 4* Folgen)
- 1967: The Green Hornet (Folge 1x17)
- 1967: Lassie (Folge 13x22)
- 1968: Der Mann von gestern (The Second Hundred Years, Folge 1x19)
- 1969: Verliebt in eine Hexe (Bewitched, Folge 5x14)
- 1969: Here Come the Brides (Folge 1x25)
- 1969: Twen-Police (The Mod Squad, Folge 1x26)
- 1969–1970: Dr. med. Marcus Welby (Marcus Welby, M.D., 3 Folgen)
- 1969–1970: The Governor & J.J. (25 Folgen)
- 1971: Männerwirtschaft (The Odd Couple, Folge 1x16)
- 1971,1975: Medical Center (2* Folgen)
- 1972–1974: Cannon (3* Folgen)
- 1972,1974: Der Chef (Ironside, 2* Folgen)
- 1972–1975: The Bob Newhart Show (3* Folgen)
- 1972,1975: Mannix (2* Folgen)
- 1973: Hawaii Fünf-Null (Hawaii Five-O, Folge 6x02)
- 1973: Notruf California (Emergency!, Folge 3x10)
- 1973–1976: Barnaby Jones (3* Folgen)
- 1973–1977: Die Waltons (The Waltons, 27 Folgen)
- 1974: Kojak – Einsatz in Manhattan (Kojak, Folge 1x15)
- 1975: Die Straßen von San Francisco (The Streets of San Francisco, Folge 4x06)
- 1976: Starsky & Hutch (Folge 2x09)
- 1976: Drei Engel für Charlie (Charlie’s Angels, Folge 1x09)
- 1977: Detektiv Rockford – Anruf genügt (The Rockford Files, Folge 4x03)